# Hofsee (Hohen Wangelin)
Der Hofsee ist ein See in der Gemeinde Hohen Wangelin im Landkreis Mecklenburgische Seenplatte in Mecklenburg-Vorpommern.
Der 31 Hektar große und wenig gegliederte Flachsee hat eine maximale Ausdehnung von 970 mal 440 Metern. Die Wasseroberfläche liegt 59,8 Meter über dem Meeresspiegel. Der Fluss Nebel durchfließt den See von Süd nach Nord. Kleinere Zuflüsse bilden außerdem Gräben aus der näheren Umgebung des Gewässers. Umringt wird der See von einem schmalen Schwarzerlen-Baumgürtel. Am nördlichen Ufer liegt der Hohen Wangeliner Ortsteil Cramon.
Hydrologisch gesehen handelt es sich bei dem mäßig eutrophen Hofsee um einen Flusssee, er wird also vor allem durch die ihn durchlaufende Nebel gespeist. 
Zusammen mit dem Malkwitzer und dem Kraazer See liegt der Hofsee in dem seit 1996 bestehenden und 508 Hektar großen Naturschutzgebiet Obere Nebelseen. Die Oberen Nebelseen entstanden durch Toteisblöcke aus dem Frankfurter Vorstoß der Weichseleiszeit, die von Sandermaterial des Pommerschen Vorstoßes überdeckt wurden und deshalb langsamer abschmolzen als das restliche Eis. Während der deutschen Besiedlung wurden innerhalb der Seenkette Mühlenstaue errichtet. Die Seen waren einst in Besitz des Klosters Malchow. Zu DDR-Zeiten wurde ihnen Wasser zur Beregnung von Ackerflächen entnommen, in der Umgebung wurde Gülle der seit 1975 bestehenden Rindermastanlage in Hohen Wangelin verregnet. Pumpwerke entwässerten bis 1997 angrenzende Moore.